# Boris Blank
Boris Blank (ur. 15 stycznia 1952 w Bernie) – szwajcarski muzyk, współtwórca zespołu Yello grającego muzykę elektroniczną (tworzy duet wraz z Dieterem Meierem).